# 史学会
公益財団法人史学会（しがくかい、英語: The Historical Society of Japan）は、1889年に創設された、歴史学の学術団体。

## 沿革・概要
1889年11月、帝国大学文科大学（現在の東京大学文学部）史学科を基盤として創設された。同年12月、機関誌『史学会雑誌』を創刊、まもなく『史学雑誌』と改称。1929年、財団法人となり、2012年4月からは公益財団法人。本部は東京大学文学部内に置かれている。
月刊機関誌『史学雑誌』を刊行している。また、毎年秋に史学会大会を開き、各部会や公開シンポジウムなどを行っている。

## 史学会賞
2014年、史学会創立125周年に際して設けられた。若手会員（満40歳以下）の優れた研究活動に対して授与される。対象は、選考時点から遡って2年以内の『史学雑誌』に掲載された論文である。
- 第1回（2014年11月発表）
  - 後藤はる美「17世紀イングランド北部における法廷と地域秩序――国教忌避者訴追をめぐって――」『史学雑誌』第121編10号（2012年10月発行）掲載。
  - 城地孝「明嘉靖馬市考」『史学雑誌』第120編3号（2011年3月発行）掲載。
- 第2回（2015年11月発表）
  - 吉井文美「「満洲国」創出と門戸開放原則の変容――「条約上の権利」をめぐる攻防――」『史学雑誌』第122編7号（2013年7月発行）掲載。
- 第3回（2016年11月発表）
  - 藤波伸嘉「ババンザーデ・イスマイル・ハックのオスマン国制論――主権、国法学、カリフ制――」『史学雑誌』第124編8号（2015年8月発行）掲載。
- 第4回（2017年11月発表）
  - 紺谷由紀「ローマ法における去勢――ユスティニアヌス一世の法典編纂事業をめぐって――」『史学雑誌』第125編6号（2016年6月発行）掲載。
- 第5回（2018年11月発表）
  - 前野利衣「十七世紀後半ハルハ＝モンゴルの権力構造とその淵源――右翼のチベット仏教僧に着目して――」『史学雑誌』第126編7号（2017年7月発行）掲載。
- 第6回（2019年11月発表）
  - 殷晴「清代における邸報の発行と流通――清朝中央情報の伝播の一側面――」『史学雑誌』第127編12号（2018年12月発行）掲載。
- 第7回（2020年12月発表）
  - 付晨晨「斉梁類書の誕生――初期類書の系譜と南朝士人――」『史学雑誌』第128編2号（2019年2月発行）掲載。
- 第8回（2021年12月発表）
  - 袁甲幸「明治前期の府県庁「会議」――行政における「公論」の展開――」『史学雑誌』第129編2号（2020年2月発行）掲載。
- 第9回（2022年12月発表）
  - 村田優樹「革命期ロシアのウクライナ問題と近世ヘトマン領――過ぎ去った自治と来るべき自治――」『史学雑誌』第130編7号（2021年7月発行）掲載。
- 第10回（2023年）
  - トーマス・バレット「D.B.マッカーティと「琉球処分」問題――清朝在外公館における外国人館員の私的活動とその意義をめぐって――」『史学雑誌』第131編第2号（2022年2月発行）掲載。
- 第11回（2024年）
  - 渡部亮「昭和新党運動の重層的展開：社会大衆党の「国民の党」構想に注目して」『史学雑誌』第132編第2号（2023年2月発行）掲載。